# 남다파날다람쥐속
남다파날다람쥐속(Biswamoyopterus)은 다람쥐과에 속하는 설치류 분류군이다. 동남아시아에서 발견되는 2종의 날다람쥐를 포함하고 있다.

## 특징
비교적 큰 다람쥐로 꼬리 길이를 제외한 몸길이가 약 40cm이고, 꼬리 길이는 약 6cm이다. 등 쪽은 불그스레한 갈색 털이 특징적이고 약간 검고 회색 또는 희끄무레한 회색 털도 있는 반면에 배 쪽은 좀더 연한 색을 띤다.

## 하위 종
- 남다파날다람쥐 (Biswamoyopterus biswasi)
- 라오스큰날다람쥐 (Biswamoyopterus laoensis)